# 羽绒被套

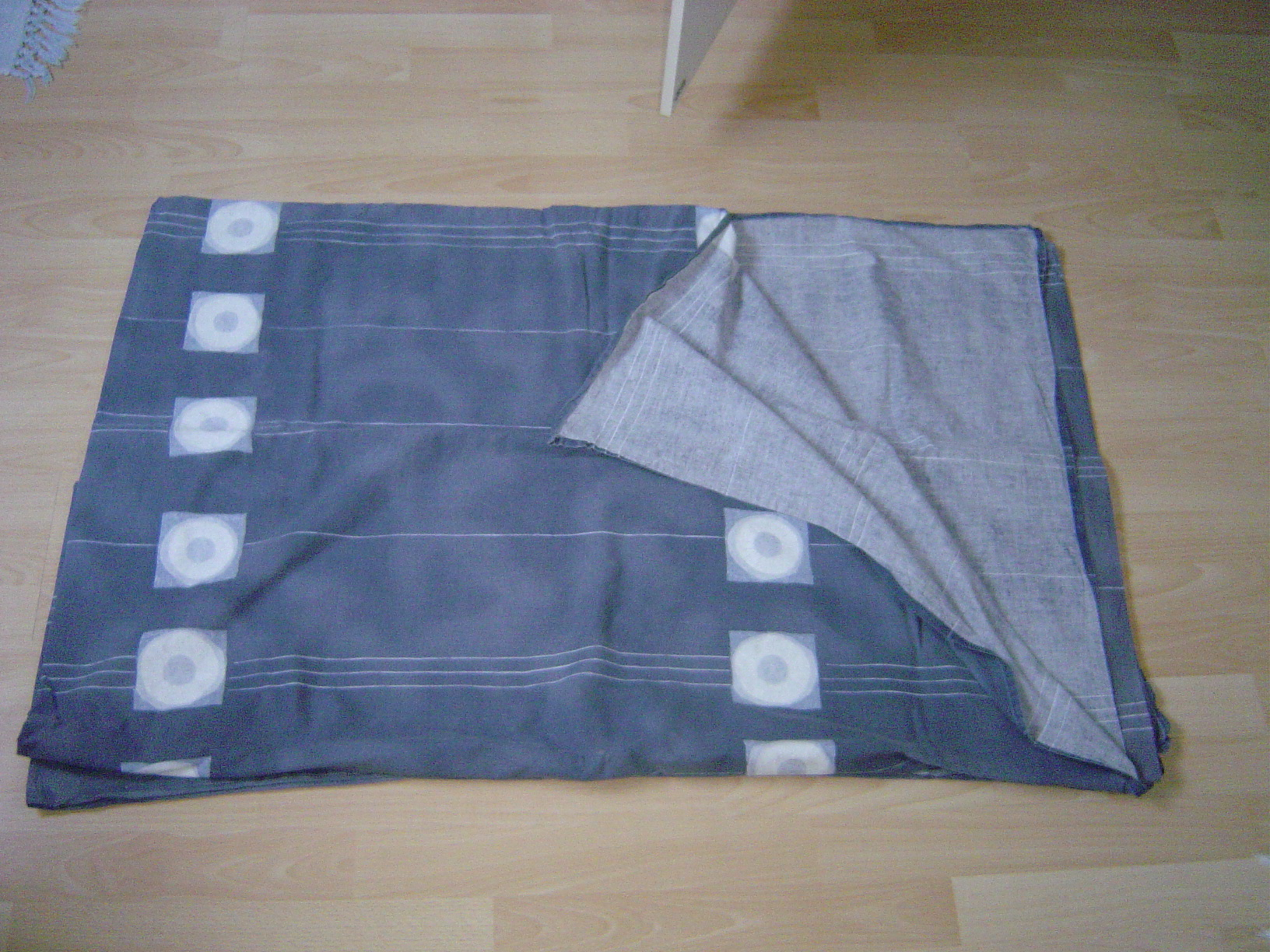
羽绒被套

羽绒被套是套在羽绒被上的套子。羽绒被套通常由棉或棉与涤纶經混纺制成。
羽绒被套可以用來保护羽绒被，羽绒被套可以轻松從羽绒被上取下並在家中清洗，而羽绒被通常既昂贵又难以清洗。此外在较冷的季节，人們可以使用较厚的羽绒被套來保暖。
人們可以在羽绒被套上繪製圖案，這樣羽绒被套就有了装饰功能，人們可以根据不同场合改变羽绒被套的图案或设计。